# Broomfield (Maidstone)
Pour les articles homonymes, voir Broomfield.
Broomfield est un village du district de Maidstone dans le Kent, en Angleterre.

## Position géographique
Le village est situé juste en amont de Leeds Castle sur la rivière Len, l'un des affluents de la rivière Medway.

## Éléments historiques
Aux XVIe et XVIIe siècles siècles, Broomfield a accueilli les deux premières générations de fondeurs de cloches de la famille Hatch. Ils ont notamment produit la cloche connue sous le nom de Bell Harry, qui a donné son nom à la tour centrale de la cathédrale de Canterbury.